# Алтамирска жълтогушка
Алтамирска жълтогушка (Geothlypis flavovelata) е вид птица от семейство Parulidae. Видът е световно застрашен, със статут Уязвим.

## Разпространение
Видът е разпространен в Мексико.